# 電圧降下
電圧降下（でんあつこうか、英語: Voltage drop）とは、電気回路に電流を流したとき、回路中に存在する電気抵抗の両端に電圧が生ずる現象のこと。または生じた電位差のこと。このとき電流{\displaystyle I}、電気抵抗{\displaystyle R}と電位差{\displaystyle V}との関係は、{\displaystyle V=IR}となり、この関係をオームの法則という。ひとつの閉回路中での電圧降下の総和は、その回路における起電力（電源電圧）に等しく、これをキルヒホッフの法則（第二法則）という。
ダイオードのような非線形素子に対しても、電流を流した場合に発生する電位差を電圧降下という場合がある（主にキルヒホッフの法則を適用する文脈で用いる）。また低周波交流回路（集中定数回路として扱える回路）のフェーザ表示により、インダクタンスやキャパシタンス（静電容量）をリアクタンス（インピーダンス）の形で「抵抗」として扱い、その両端に発生する交流電圧を電圧降下としてキルヒホッフの法則を適用する事もある。

## 電力伝送路における電圧降下
実用上、電圧降下の存在が特に意識されるのは、電源と負荷の間である。したがって、単に「電圧降下」と言う語を用いた場合に、電源電圧と負荷端電圧の差を指す場合がある。
電力伝送路（電灯線）や、電池などの電源に存在する内部抵抗による電圧降下は、実質的に利用できる電源電圧の低下を招き、電力機器の安定動作の妨げとなる他、電力の有効利用を阻害する要因となる。送電において非常に高い電圧を用いることが好まれるのは、伝送路における電圧降下が流れる電流に比例し運ぶ電力は電圧と電流の積に比例するため、同じ電力を運ぶならば電圧が高いほど効率がよくなるからである。

### 内線規程
内線規程(2005)においては、電圧降下の計算式が以下の通り与えられている(資料1-3-2の第3項)。
(1)集合住宅の幹線など、電線こう長が長く、大電流を扱うときに用いる式
電圧降下 e=K1I(Rcosθr+Xsinθr)L
- e:電圧降下(V)
- K1:配線方式による係数(下表による)
- I:通電電流(A)
- R:電線1kmあたりの交流導体抵抗(Ω/km)
- X:電線1kmあたりのリアクタンス(Ω/km)
- cosθr:負荷端力率
- L:線路のこう長(km)

| 配線方式  | K1                          | 対象電圧降下     |
| --------- | --------------------------- | ---------------- |
| 単相2線式 | 2                           | 線間             |
| 単相3線式 | 1                           | 電圧線－中性線間 |
| 三相3線式 | {\displaystyle {\sqrt {3}}} | 線間             |
| 三相4線式 | 1                           | 電圧線－中性線間 |

(2)屋内配線など比較的電線こう長が短く、また、電線が細い場合など、表皮効果や近接効果による導体抵抗値の増加分やリアクタンス分を無視してもさしつかえない場合に用いる式。
| 配線方式            | 電圧降下                                                       | 対象電圧降下     |
| ------------------- | -------------------------------------------------------------- | ---------------- |
| 単相2線式           | {\displaystyle e={\frac {35.6\times L\times I}{1000\times A}}} | 線間             |
| 三相3線式           | {\displaystyle e={\frac {30.8\times L\times I}{1000\times A}}} | 線間             |
| 単相3線式 三相4線式 | {\displaystyle e={\frac {17.8\times L\times I}{1000\times A}}} | 電圧線－中性線間 |

- e:電圧降下(V)
- I:負荷電流(A)
- L:線路のこう長(m)
- A:使用電線の断面積(mm2)

(各相平衡の場合、電線の導電率は97%とする。導体温度30℃)
この式は(1)で力率を100%とし、交流導体抵抗として17.241Ω・mm2/km(IACS:国際焼きなまし銅線標準)×97%を代入して、3桁に丸めたものに相当する。
また低圧配線の電圧降下については勧告値として、幹線、分岐回路それぞれ標準電圧の2%以下とされている(1310-1第1項)。例外あり。

### 演出空間仮設電気設備指針
演出空間仮設電気設備指針においては、4.2.2(5)で演出空間の電気設備では内線規程の電圧降下の式の前提が成り立たないとして、以下の式を与えている。
| 配電方式                      | 電圧降下(e)                                                    | 電圧降下が5Vとなるこう長距離(L)              |
| ----------------------------- | -------------------------------------------------------------- | -------------------------------------------- |
| 単相2線式 単相3線式 三相4線式 | {\displaystyle e={\frac {42.5\times L\times I}{1000\times A}}} | {\displaystyle L={\frac {117.5\times A}{I}}} |
| 三相3線式                     | {\displaystyle e={\frac {36.8\times L\times I}{1000\times A}}} | {\displaystyle L={\frac {135.7\times A}{I}}} |

(導体温度30℃)
- e:電圧降下(V)
- L:線路のこう長(m)
- A:使用電線の断面積(mm2)
- I:負荷電流(A)

内線規程の式と異なる理由は2点ある。
- 内線規程の前提はIV線であるが、こちらはキャブタイヤケーブルを前提としている。そのため、抵抗率が21.25Ω・mm2/km(導電率約81.1%)とされている。
- 電圧線の電流の実効値が等しい場合でも、実際の負荷となる、SCR調光回路、コンデンサインプット整流回路では、波形が正弦波ではないので、中性線電流が流れる(特に三相4線式の場合、ときに電圧線の電流を超える値になる)。そのため、単相3線式、三相4線式の場合も単相2線式と同じ係数(K1=2)をかけている。

特に2点目は常設設備でも問題になる。内線規程に従って設置していた場合、想定以下の負荷で電圧降下が規定を超えることになる。
演出空間仮設電気設備においては、電圧降下が5%を超える場合は、補正対策をとる必要があるとされている。なお、この補正対策に、電源電圧の昇圧は含まれない。

## 電圧降下法
電圧降下法とは、電気事業法施行規則 第73条の4に定める使用前自主検査の方法の解釈に記載されている電圧降下を用いる抵抗測定法である。

### 使用される場面
接地抵抗を正確に測定する際、測定補助接地極（電流極、電位極）の離隔を大きくとらなければならない。しかし、接地抵抗計で離隔を大きく取り過ぎると、正確に測定できない場合があり、この場合の抵抗を正確に測定する際に用いられる。